# Региональная газета (Беларусь)
«Региональная газета» (бел. Рэгіянальная газета) — белорусская газета, издающаяся с 28 апреля 1995 года. Регион распространения — бывший центр Вилейской области, а затем Молодечненской области БССР. Издание объединяет информационное пространство четырёх районов Минской области (Молодечненский, Вилейский, Мядельский и Воложинский) и трёх районов Гродненской области (Сморгонский, Ошмянский, Островецкий).

## История
«Региональная газета» («РГ») была первым массовым негосударственным изданием в регионе. Сначала газета выходила на 4 страницах, постепенно набирала объём, улучшало качество информации и своё оформление.
Газета неоднократно подвергалась давлению властей. В 2004 году она вынуждена была приостанавливать свой выход.
Издание создало сайт в марте 2000 года. 25 ноября 2009 года еженедельник был отмечен дипломом института FOJO, Швеция, за лучший редизайн Интернет-сайта.. 1 мая 2013 года на улицах Молодечно газета провела свою первую онлайн-трансляцию. 13 мая 2013 года в прямом интернет-эфире прошёл круглый стол, посвящённый проблемам местного футбола.
19 июля 2021 года силовики пришли с обыском в редакцию «РГ». Обыск прошёл и у главреда издания Александра Манцевича, после его с женой увезли на допрос. Вечером стало известно, что все журналисты и редакторы на свободе. У них изъяли технику и взяли подписку о неразглашении. Официальные причины визита силовиков неизвестны, наиболее вероятная версия, что это политические репрессии.
22 июля 2021 года прекращается выпуск печатной версии издания по независящим от редакции причинам.
20 января 2022 решением так называемого суда Молодечненского района информационные продукты сайта и телеграм-канала молодечненской «Региональной газеты» были признаны экстремистскими материалами.
15 марта 2023 года 64-летний учредитель и главный редактор Александр Манцевич был задержан по уголовному делу по статье 369-1 УК РБ «Дискредитация Республики Беларусь». 6 апреля 2023 года Александр Манцевич признан политзаключенным.
3 ноября 2023 года главный редактор газеты Александр Манцевич был приговорён по обвинению в «дискредитации Беларуси» к четырём годам колонии и штрафу в размере 400 базовых величин, что составляет 14 800 рублей (~4500$).

## Позиция
«Региональная газета» — негосударственное белорусское СМИ, которое не является выразителем интересов и позиций какой-либо политической партии, религиозной конфессии, органов власти. В своих публикациях показывает противоположные точки зрения, избегая тенденциозности. Одно из немногочисленных белорусскоязычных региональных СМИ в Беларуси.

## Инициативы
Совместно с «Вилейским краеведческим музеем» издание реализует проект под названием «Самые интересные экспонаты», в котором журналист Алесь Высоцкий рассказывает о наиболее интересных по мнению музейных работников и автора публикаций экспонатах.
В 2013 году являлась информационным спонсором трёхдневного фестиваля-конкурса «Время жить», нацеленного на предупреждение суицидов в среде молодёжи, проходившего в Молодечно.

## Основные рубрики и разделы газеты
- Одна земля (культура)
- Базарный день (экономика)
- Куфэрак (сундучек — история)
- Вокруг происшествия
- Общество
- Сектор спорта
- Реклама и объявления
- Теленеделя (программа телевидения)

## Творческие проекты
- Гость номера (продолжается)
- Школа дядьки Каптюга (продолжается, автор Анатолий Каптюг)
- Дикая природа (2011 год — первый этап, автор Виктор Козловский)
- Мысли вслух (до 2011 года, автор Марина Слиж)
- Цикл публикаций краеведа Анатолий Рогач

## Журналисты и авторы в штате
- Зоя Хруцкая, заместитель главного редактора
- Оксана Ярошенок, корреспондент
- Настасья Уткина, корреспондент
- Мария Береснева, стильредактор
- Игорь Палынский[бел.], технический редактор

## Авторы
- Сергей Гайкович, спортивный обозреватель
- Ольга Юркевич
- Александра Парахня

## Награды
- Диплом института FOJO, Швеция, за лучший редизайн Интернет-сайта[3]
- Второе место в номинации «Дебют» конкурса «Вольное слово» (2013) у журналистки Зои Хруцкой[28]
- Диплом за победу в номинации «Лучшая разъяснительная статья» конкурса «Лучшая региональная газета года 2013», организованного «Ассоциацией издателей региональной прессы „Объединённые Массмедиа“» (Беларусь)[29]
- Второе место в номинации «Лучшая региональная газета года» конкурса «Лучшая региональная газета года 2013», организованного Ассоциацией издателей региональной прессы «Объединённые Масс-медиа» (Беларусь)[29]